# Smart Fit
Smart Fit es una cadena de gimnasios de origen brasileño, considerada la más grande fuera de los Estados Unidos, líder en el segmento en América Latina y la 4° más grande del mundo. En 2022, tenía aproximadamente 1225 unidades en Brasil y otros 14 países de la región, además de más de 3,7 millones de clientes registrados. Creada en 2009, con sede en São Paulo, es la cadena de bajo costo y alto valor del Grupo Smart Fit, propietario también de la red de gimnasios Bio Ritmo y O2.
Según un informe de la Asociación Internacional de la Salud, Raqueta y Clubes Deportivos, Smart Fit es la tercera cadena con el crecimiento más rápido en unidades en 2019.

## Historia
En 2008, luego de un evento de empresarios del sector fitness en los Estados Unidos, el empresario Edgard Corona observó el mercado de gimnasios estadounidense e identificó diferencias con el mercado de gimnasios brasileño. Según Corona: «El mercado estadounidense ya tenía gimnasios con cuotas mensuales en el rango de US$20, mientras que en Brasil solo había dos opciones: el más caro o el más barato, pero con mala infraestructura».
La reflexión motivó la apertura de su red de gimnasios de bajo coste al año siguiente. Las primeras unidades Smart Fit se abrieron en las ciudades de São Paulo, Porto Alegre, Brasilia y Río de Janeiro. El concepto inicial creado para la red se basa en tarifas mensuales asequibles y áreas mayores a 2000 m². Además, la cadena prioriza equipos tecnológicos de alta calidad, con alianzas con marcas como Technogym y Movement. A fines de 2018, la red contaba con 378 unidades y una aplicación que crea automáticamente los entrenamientos según las metas y el estado físico de cada usuario.
La expansión de la red en los años siguientes se dio a través de franquicias y sociedades en nuevos mercados, además de haberse acelerado tras el aporte de R$520 millones de la administradora de fondos Pátria Investimentos y el Fondo Soberano de Singapur en el Grupo Bio Ritmo.
En 2020, la red anunció que cerró un contrato para la compra del control de MB Negócios Digitais, responsable del programa de entrenamiento en línea Queima Diaria, una de las plataformas digitales de fitness más grandes de Brasil. No se informó el valor del trato.
En 2021, en una decisión sin precedentes en el mercado brasileño de fitness, la empresa abrió su capital al mercado de inversiones en la Bolsa de Valores de Brasil. La acción cerró el primer día con expectativas por encima del mercado. Los fondos recaudados por la oferta primaria del Grupo Smart Fit están destinados a la continuidad del plan de crecimiento, posibles adquisiciones estratégicas e inversiones en iniciativas para el desarrollo y fortalecimiento de la compañía de forma escalable.